# Van Dijk (lettertype)
Van Dijk is een scriptlettertype ontworpen in 1982 voor Letraset (Esselte Letraset Ltd.) door de Nederlandse ontwerper Jan van Dijk. Voor Linotype werd het opnieuw getekend door Peter O'Donnell in 1986 en het wordt tegenwoordig digitaal uitgegeven bij ITC.

## Eigenschappen
Van Dijk is een informeel, schreefloos script lettertype. Het lijkt handgeschreven met een dikke stift. Het is daarom geschikt voor reclamedoeleinden (posters, uithangborden) in een groot korps en niet voor bulktekst. De letters staan schuin en geven de tekst een speels en vlot karakter. De uiteinden van de stammen zijn ook schuin afgerond, alsof de stift schuin gehouden is bij het tekenen. Op sommige punten steken de lijnen onregelmatig iets over elkaar of laten juist wat openingen. Sommige stammen zijn wat gebogen.